# Ostryopsis
Ostryopsis ist eine Pflanzengattung in der Familie der Birkengewächse (Betulaceae). Sie tragen auch den deutschen Trivialnamen Scheinhopfenbuchen. Die drei Arten der Gattung kommen nur in China vor.

## Beschreibung

### Erscheinungsbild und Laubblätter
Ostryopsis-Arten sind laubwerfende Sträucher. Die wechselständig an den Zweigen angeordneten Laubblätter sind gestielt. Die einfache Blattspreite ist meist unregelmäßig und doppelt gesägt oder eingeschnitten.

### Blütenstände, Blüten und Früchte
Ostryopsis-Arten sind einhäusig getrenntgeschlechtig (monözisch). Die männlichen Blütenstände sind seiten- oder endständige, nur kurz gestielte, ährig-zymöse, zylindrische Kätzchen, die im Winter von Knospen geschützt sind. Sie besitzen viele überlappende Tragblätter, über denen jeweils eine Blüte steht, aber keine Deckblätter (Brakteolen). Die männlichen Blüten enthalten vier bis acht Staubblätter und, wie bei windbestäubten Taxa häufig, sind keine Blütenhüllblätter vorhanden. Die Staubbeutel bestehen aus zwei verwachsenen Theken. Die weiblichen Blütenstände sind seiten- oder endständig und traubig-köpfchenförmig. Sie enthalten ein Bündel aus einigen Blüten und besitzen ledrigen Tragblätter, die eine Röhre mit gelapptem oberen Ende um jeweils zwei Blüten bilden. Bei den weiblichen Blüten sind Blütenkelchblätter vorhanden, die mit dem Fruchtknoten verwachsen sind.
Die eiförmig-kugeligen Nüsschen besitzen erhabene Rippen, sind ungeflügelt und vollständig von Tragblättern umhüllt. Die zwei Keimblätter (Kotyledonen) sind dick und fleischig.

### Chromosomenzahl
Die Chromosomenzahl beträgt 2n = 16.

## Systematik und Verbreitung
Die Gattung Ostryopsis kommt nur im nördlichen China vor.
Die Erstbeschreibung der Gattung Ostryopsis erfolgte 1873 durch Joseph Decaisne in Bulletin de la Société Botanique de France, Band 20, S. 155. Die Typusart ist Ostryopsis davidiana Decne. Die Gattung Ostryopsis Decne. gehört zur Unterfamilie Coryloideae in der Familie Betulaceae. Früher wurde sie auch in die Familien Carpinaceae oder Corylaceae gestellt.
Zur Gattung Ostryopsis gehören nur drei Arten:
- Hohe Scheinhopfenbuche[1] (Ostryopsis davidiana Decne.): Sie gedeiht in lichten Wäldern und in Gebüschen in Höhenlagen zwischen 800 und 2800 Meter in Gansu, Hebei, Liaoning, Nei Mongol, Ningxia, Shaanxi, Shanxi und im westlichen Sichuan. Sie wird eingesetzt, um Bodenerosionen zu regulieren. Aus ihren Zweigen werden landwirtschaftliche Geräte hergestellt.
- Ostryopsis intermedia B.Tian & J.Q.Liu: Sie wurde erst 2010 in Botanical Studies, Volume 51, S. 261, Figur 1 beschrieben[2]. Sie kommt nur in Höhenlagen zwischen 1500 und 2500 Meter im nordwestlichen Yunnan vor.
- Ostryopsis nobilis Balf. f. & W.W.Sm.: Sie gedeiht in Gebüschen an sonnigen Berghängen in Höhenlagen zwischen 1500 und 3000 Meter im südwestlichen Sichuan und nordwestlichen Yunnan.